# Thecla normahal
Thecla normahal är en fjärilsart som beskrevs av William Schaus 1902. Thecla normahal ingår i släktet Thecla och familjen juvelvingar. Inga underarter finns listade i Catalogue of Life.